# قصه‌های وحشیانه (فیلم)
قصه‌های وحشیانه (به اسپانیایی: Relatos Salvajes) یا حکایت‌های وحشیانهفیلمی در ژانر کمدی سیاه است که در سال ۲۰۱۴ منتشر شد. از بازیگران آن می‌توان به ریکاردو دارین اشاره کرد. این فیلم از جمله نامزدهای رقابت در بخش جایزه اسکار بهترین فیلم بین‌المللی در هشتاد و هفتمین دوره جوایز اسکار بود. قصه‌های وحشیانه دارای شش اپیزود کاملاً مستقل است که تنها یک ارتباط معنایی با هم دارند. در این فیلم، زیفرون در قالب شش داستان، شخصیت‌هایی را نشان می‌دهد که در مرز بین تمدن و توحش به‌سر می‌برند. تأکید بیشتر فیلم بر مسائل و اتفاقات عادی و کوچکی است که با یک تصمیم اشتباه تبدیل به بحران‌های بزرگ می‌شوند. این داستان‌ها در بوئنوس آیرس، پایتخت آرژانتین، و حومه این شهر اتفاق می‌افتند و به موضوعاتی مانند خیانت در عشق، سنگینی گذشته، تراژدی‌هایی در زندگی روزانه و پرتگاه‌های اخلاقی انسان می‌پردازند.

## داستان

### اپیزود اول: پاسترناک
شخصی، کسانی که در زندگی از آنها بدی دیده‌است را با ترفندی (فرستادن بلیت رایگان و…) در یک پرواز هواپیمائی جمع کرده‌است. بعد از آن با بیهوش کردن خلبان،کنترل هواپیما را به دست گرفته و تمام مردم داخل هواپیما را با سقوط هواپیما می‌کشد. صحنه آخر هواپیما به سمت پدر و مادرش می رود چون آنها را مسبب اصلی مشکلاتش میداند.

### اپیزود دوم: موش‌های صحرایی
گانگستر بدذات یک شهر که برای انتخاب شهردار کاندیدا شده‌است وارد یک رستوران بین شهری می‌شود. از قضا گارسون آن رستوران از همشهریانش بوده و از وی متنفر است. هنگامی که گارسون جریان را برای آشپز رستوران تعریف می‌کند، آشپز در کمال تعجبِ گارسون تصمیم می‌گیرد گانگستر را به قتل برساند اما گارسون دودل است و اجازه اینکار را به آشپز نمی‌دهد اما آشپز یواشکی سم موش را در غذای گانگستر می‌ریزد و او شروع به خوردن می‌کند وقتی پسر گانگستر از راه می‌رسد او نیز غذا را می‌خورد و گارسون می‌رود که به بهانهٔ گرم کردن غذا آن را از روی میز بردارد؛ گانگستر مخالفت می‌کند و گارسون تکه‌های غذا را به صورت گانگستر پرت می‌کند و گانگستر عصبانی شده و به گارسون حمله می‌کند تا اینکه آشپز از راه می‌رسد و گانگستر را می‌کشد پسرش نیز با دیدن این صحنه غذای سمی را استفراغ می‌کند و پلیس آشپز را دستگیر می‌کند و دختر گارسون هم انتقامش را می‌گیرد.

### اپیزود سوم: قویترین
جوانی سوار بر یک ماشین گران‌قیمت مشغول رانندگی در یک جاده خلوت است. اندکی بعد به یک ماشین دیگر می‌رسد اما رانندهٔ شرور آن ماشین دقایقی مانع سبقت گرفتن وی می‌شود. بعد از آن، جوان هنگام سبقت گرفتن به رانندهٔ شرور دشنام می‌دهد. اما از بد روزگار اندکی جلوتر چرخ ماشینش پنچر می‌شود و او شروع به عوض کردن تایر ماشینش می‌کند. حال شرورِ بدذات در حال نزدیک شدن به وی است و جوان با دیدن آن بدون بستن کامل پیچ‌های تایر ماشین، به سرعت از ترس وارد ماشینش می‌شود، راننده شرور ماشین خود را جلوی ماشین او پارک کرده و به علت فحش دادن راننده جوان شیشه‌های ماشین جوان را می‌شکند و روی ماشینش دستشویی می‌کند پس از آن که برمیگردد تا سوار ماشین خودش شود جوان عصبانی شده و ماشینش را روشن کرده و با سرعت ماشین راننده شرور را به طرف دره هل می‌دهد، و از ماشین پیاده شده و به سرعت چندتا از پیچ‌های ماشینش را بسته و از دست راننده شرور که زخمی و عصبانی برا انتقام برگشته فرار می‌کند او چندبار سعی می‌کند راننده شرور را با ماشینش بکشد تا اینکه تایر ماشین از جا درآمده و همان جایی که راننده شرور را انداخته بود می‌افتد، حال راننده شرور از طریق صندوق عقب وارد ماشین می‌شود و آنها با هم مبارزه می‌کنند تا اینکه راننده شرور جوان را با کمربند ماشین حلق آویز می‌کند و هنگام فرار سعی می‌کند تا ماشین او را منفجر کند، جوان به هوش آمده و از پای شرور وصل می‌شود و ماشین منفجر می‌شود.

### اپیزود چهارم: بمب کوچک
مهندسی که متخصص تخریب با استفاده از دینامیت در فعالیت‌های بزرگ عمرانی است ماشینش را کنار خیابان پارک می‌کند اما خودروی وی به ناحق توسط شرکت پیمانکار پلیس به پارکینگ منتقل می‌شود. تلاش وی برای اثبات اشتباه شرکت پیمانکار در توقیف ماشین به جایی نمی‌رسد؛ که این امر منجر به درگیری فیزیکی وی با عوامل شرکت می‌شود. در نتیجه وی شغل خود را نیز از دست می‌دهد. این مسئله باعث به‌وجود آمدن مشکلات خانوادگی (شکایت همسر بابت نفقه، حضانت فرزندان و…) برای وی می‌شود. بعد از آن تلاش وی برای یافتن شغل جدید نیز با شکست مواجه می‌شود و در کمال بدشانسی دوباره ماشین وی توسط شرکت پیمانکار پلیس به پارکینگ منتقل می‌شود. حال وی که از بابت یک اتفاق کوچک با یک بحران بزرگ مواجه شده‌است تصمیم می‌گیرد که ماشین خود را منفجر کند و انتقام بگیرد.

### اپیزود پنجم: پیشنهاد
فرزند یک خانوادهٔ ثروتمند، با ماشین با یک زن باردار تصادف کرده و فرار می‌کند. از آنجایی که پدر و مادر و وکیل خانوادگی آنها می‌دانند که پلاک ماشین به زودی شناسایی شده و پلیس به خانهٔ آنها مراجعه می‌کند تصمیم می‌گیرند برای جلوگیری از رفتن نوجوان به زندان، باغبان ملک را تطمیع کرده و وی را به عنوان راننده معرفی کنند اما بازپرس متوجهٔ قصد آنها می‌شود که در این صورت آنها مجبور می‌شوند وی را نیز تطمیع کنند. بازپرس رشوه گرفتن را قبول می‌کند اما یکی یکی مشکلات جدیدی به وجود می‌آیند. در نهایت آنها به توافق رسیده و هنگام بازداشت کردن باغبان همسر زن به قتل رسیده او را می‌کشد.

### اپیزود ششم: تا مرگ ما را از هم جدا کند
عروس و داماد یهودی جوانی در حال برگزاری جشن عروسی خود هستند اما عروس متوجه می‌شود که همسرش زنی را به جشن عروسی دعوت کرده‌است که فاسقهٔ او بوده‌است. عروس تصمیم به انتقام در همان جشن عروسی می‌گیرد و عروسی تبدیل به میدان جنگ می‌شود اما در نهایت داماد با نوشیدن مشروب و خوردن کیک به خودش آمده و از عروس می‌خواهد که با او برقصد عروس نیز در کمال تعجب درخواست او را قبول می‌کند.

## بازیگران

### اپیزود «پاسترناک»
- داریو گراندینتی در نقش سالگادو
- ماریا ماروی در نقش ایزابل
- مونیکا بیّا در نقش پروفسور لگیسامون
- دیه‌گو استاروستا در نقش ایگناسیو فونتانا

### اپیزود «موش‌های صحرایی»
- خولیه‌تا سیلبربرگ در نقش گارسون
- ریتا کورسته در نقش آشپز
- سزار بوردون در نقش کوئنکا
- خوان سانتیاگو هیلاری در نقش آلکسیس

### اپیزود «قوی‌ترین»
- لئوناردو اسباراگلیا در نقش دیه‌گو ایتورالده
- والتر دونادو در نقش ماریو

### اپیزود «بمب کوچک»
- ریکاردو دارین در نقش سیمون فیشر
- نانسی دوپلائا در نقش ویکتوریا
- لوئیس ماسئو در نقش همکار سیمون
- پابلو موسنیکو در نقش وکیل
- آلفونسو گریسپینو در نقش پدر زن سیمون

### اپیزود «پیشنهاد»
- اسکار مارتینس در نقش مائوریسیو
- ماریا اونتو در نقش هلنا
- اوسمار نونیس در نقش وکیل
- خِـرمان دِ سیلوا در نقش خوزه، صاحب‌خانهٔ ثروتمند
- دیه‌گو بلاسکس در نقش مدعی‌العموم (بازپرس)
- آلن دائیچ در نقش سانتیاگو

### اپیزود «تا مرگ ما را از هم جدا کند»
- اریکا ریواس در نقش رومینا
- دیه‌گو خنتیله در نقش آریل
- لیلیانا ویمر در نقش کوکا
- پائولا گرینسپان در نقش دوست عروس
- گوستاوو بونفیگلی در نقش دی‌جی

## بازخوردها
قصه‌های وحشیانه مورد تحسین منتقدان واقع شد. در آرژانتین، ارزیابی آن توسط روزنامهٔ مشهور کلارین «یک استقبال فوق‌العاده» بود و منتقدان انگلیسی‌زبان نیز نظر مثبتی دربارهٔ آن داشتند. متاکریتیک میانگین امتیاز ۷۷ را بر اساس ۳۳ نقد و بررسی به فیلم داد که نشان‌دهنده «نقدهای عموماً مطلوب» است.
| بهترین فیلم‌های ۲۰۱۴            | رتبه | منبع   |
| ------------------------------ | ---- | ------ |
| تام بروک، بی‌بی‌سی               | سوم  | [ ۱۶ ] |
| درو مک‌وینی، هیت‌فیکس            | سوم  | [ ۱۶ ] |
| تاد مک‌کارتی، هالیوود ریپورتر   | هفتم | [ ۱۶ ] |
| اسکات فاینبرگ، هالیوود ریپورتر | هشتم | [ ۱۶ ] |
| آن تامپسون، تامپسون آن هالیوود | نهم  | [ ۱۶ ] |
| ریچارد کورلیس، تایم            | نهم  | [ ۱۶ ] |
| بهترین فیلم‌های ۲۰۱۵            | رتبه | منبع   |
| دنیس درمودی، پی‌پر              | دوم  | [ ۱۷ ] |
| کیمبر مایرز، پلی‌لیست           | ششم  | [ ۱۷ ] |
| دیوید چن، اسلش‌فیلم             | هشتم | [ ۱۷ ] |
| رأی منتقدان مجله، آنکات        | هشتم | [ ۱۷ ] |
| سیانگ‌یونگ چو، راجرایبرت.کام    | نهم  | [ ۱۷ ] |